# Apple Developer
Apple Developer (eerder Apple Developer Connection genoemd) is het ontwikkelaarsnetwerk van het Amerikaanse computerbedrijf Apple. Het netwerk is ontworpen om softwareontwikkelaars te helpen met het maken van applicaties voor OS X en iOS.
Via het netwerk wordt ook nieuwe versies van de besturingssystemen getest. Ontwikkelaars kunnen deze downloaden om lokaal te gebruiken, het is dus al vaker gebeurd dat deze software beschikbaar kwam voor iedereen. Dit is in het verleden gebeurd met Mac OS X 10.4 en OS X 10.7. Sindsdien heeft Apple een beveiligingsmechanisme ingebouwd.